# James Gelfand
Pour les articles homonymes, voir Gelfand.
James Gelfand (3 avril 1959 à Montréal) est un pianiste de jazz et compositeur québécois montréalais.
On note quelques-unes de ses réalisations :
- Musique des films Les Muses orphelines, Jack Paradise et Pinnochio 3000.
- Plusieurs CD de jazz dont certains en collaboration avec Michel Donato.
- Directeur musical et pianiste de La petite école du jazz présenté depuis plusieurs années par le Festival international de jazz de Montréal.